# Кузин, Алексей Александрович
Алексей Александрович Кузин — советский футболист, защитник клуба «Крылья Советов», с которым выступал в высшей лиге.
Воспитанник куйбышевского футбола. В сезоне 1952 года привлекался в играх за дубль команды «Крылья Советов» (Куйбышев). В 1954 году дебютировал за основную команду клуба, за следующие три года провёл 10 матчей в высшей лиге и одну игру в первой лиге. В 1954 году забил гол в кубковом матче с командой львовского ОДО (2:3) в свои ворота.
В 1957—1958 годах играл за «Нефтяник» (Уфа) в первой лиге. В кубковом матче 2 мая 1957 года против команды «Авангард» Свердловск (1:2) был капитаном команды.

## Достижения
- Финалист Кубок СССР по футболу 1953 (не играл)